# Långholmens folkhögskola

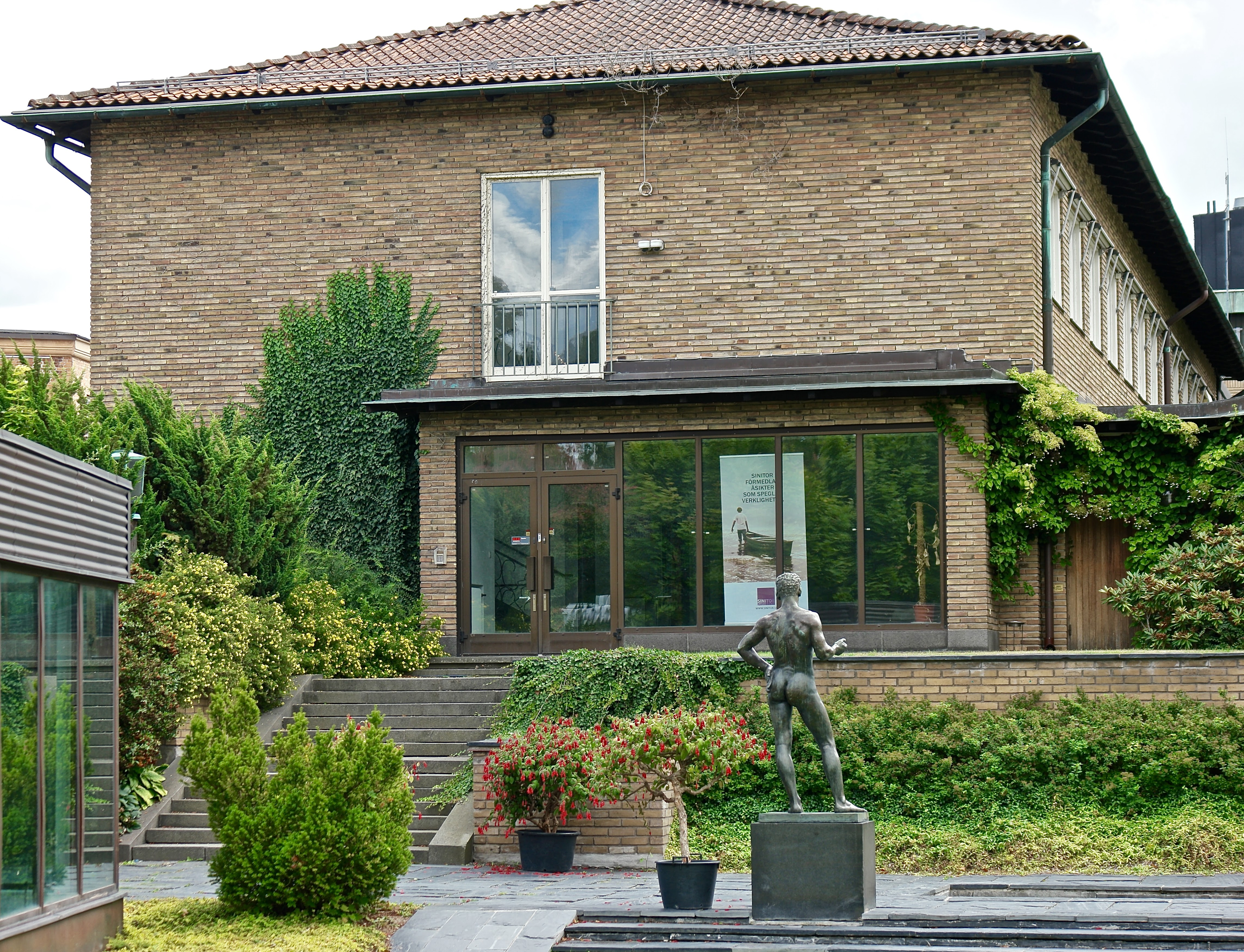
En av skolans entréer-från Marabouparken.

Långholmens folkhögskola är en folkhögskola i Stockholms län, från augusti 2017 belägen i Sundbybergs kommun i Marabouparken.

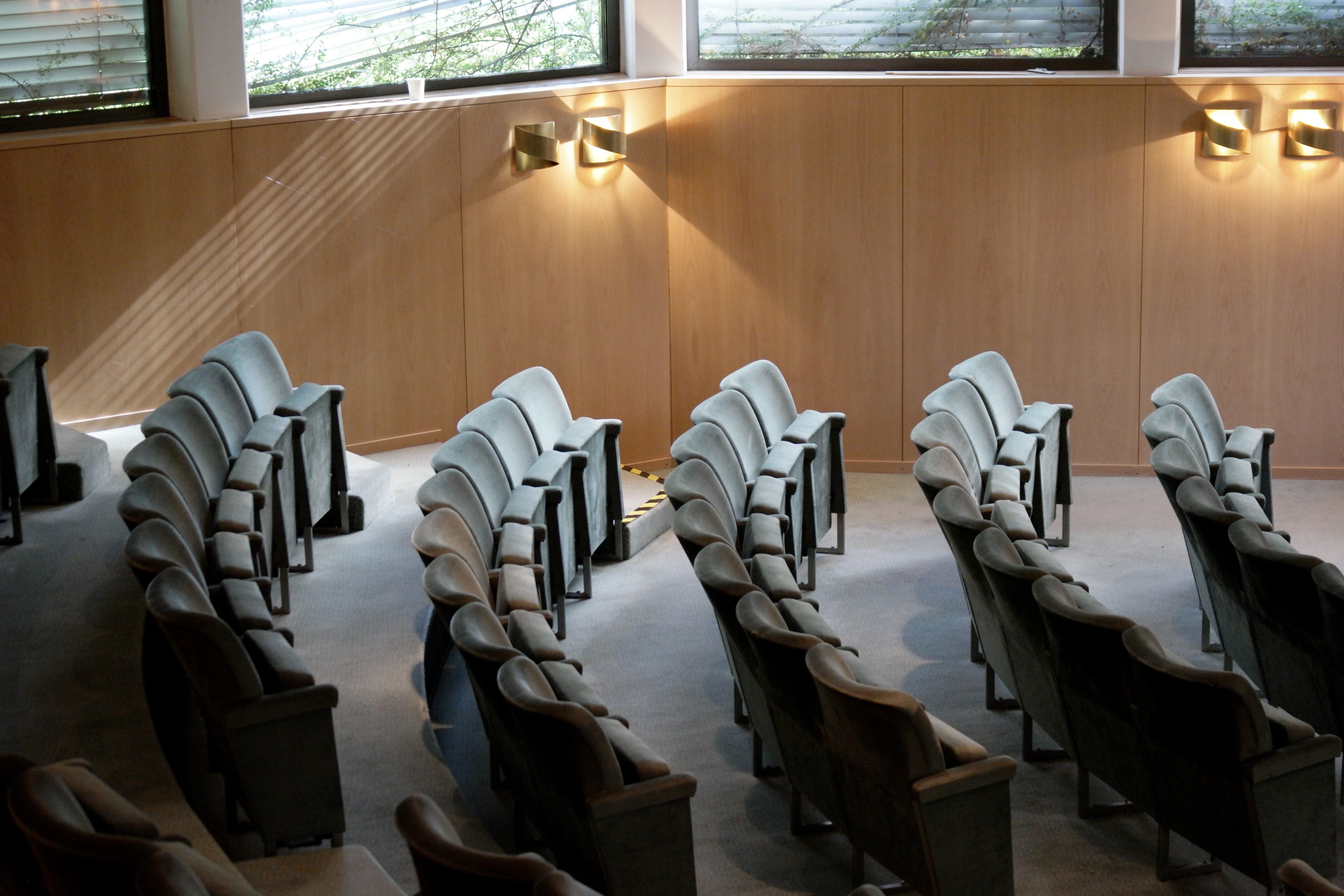
Interiör från aulan

Långholmens folkhögskola startade sin verksamhet 1987. Huvudman för skolan är LO-distriktet i Stockholms län. 1989 flyttade skolan till Långholmen och  i det som en gång var Fasta paviljongen, på Långholmens centralfängelse.  År 2007 kompletterades anläggningen med en rund tvåvåningsbyggnad mot öst. Anledningen var att Folkhögskolan, som då hyrde lokaler på annan plats i staden, önskade samla verksamheten på ett ställe. 2007 förlades de flesta av skolans kurser till Långholmen. Sommaren 2017 flyttade folkhögskolan till Marabouparken.